# Wilsdruffer Straße
Die Wilsdruffer Straße in Dresden ist eine breite Verkehrsstraße in der Altstadt. Sie verbindet den Postplatz und den Pirnaischen Platz.

## Geschichte

### Von der Wilischen Gasse bis zum Jahr 1945

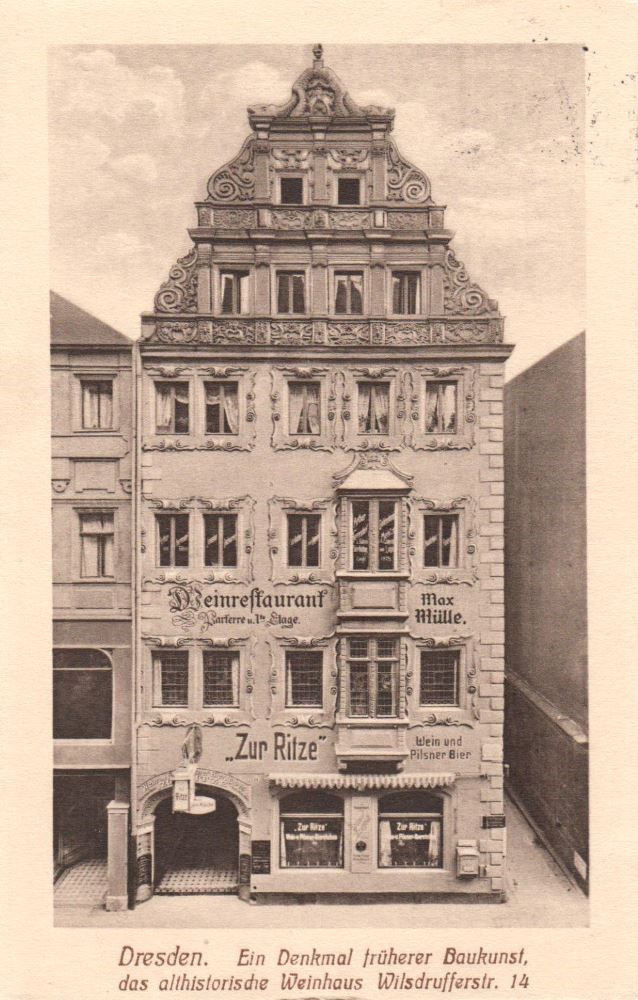
Haus Wilsdruffer Straße 14 (1913), rechts der Brandgiebel des Kaufhauses Alsberg

Die Wilsdruffer Straße wurde erstmals 1396 als Wilandsgasse erwähnt. Zu ihren wechselnden Bezeichnungen gehören Wilische Gasse und Wilsdorfer Gasse. Sie führte vom Altmarkt auf Höhe der Schloßstraße zum Wilsdruffer Platz, der seit 1865 den Namen Postplatz trägt. Am Ausgang der Wilischen Gasse stand vom 15. Jahrhundert bis 1811 das Wilsdruffer Tor an den Befestigungsanlagen. Von dort führte eine Straße westwärts zur Stadt Wilsdruff. Durch Ansiedlungen vor den Stadtmauern entstand entlang jener Straße die Wilsdruffer Vorstadt.
Beim Dresdner Maiaufstand wurde in der Gasse eine große Barrikade errichtet, sie fiel am 9. Mai 1849. Im Jahr 1858 wurde die Wilische Gasse umgestaltet und in Wilsdruffer Straße umbenannt.
Ab 1900 war sie als Geschäftsstraße mit historischer Bebauung bekannt. Zu den Bauten gehörte das Hotel und Restaurant „Goldener Engel“ und die „Löwenapotheke“. Anfang des 20. Jahrhunderts wurde die Straße aus verkehrstechnischen Gründen verbreitert. Die an der Südseite stehenden Bürgerhäuser wurden abgerissen, stattdessen wurden große Waren- und Geschäftshäuser errichtet. Auf der Nordseite hatten die Gebrüder Alsberg bereits seit 1907 Geschäftsräume. Durch mehrere Immobilienkäufe konnte die Gebr. Alsberg AG in den zwanziger Jahren ein letztlich zusammenhängendes Areal erwerben, auf dem 1929/1930 der Neubau des Kaufhauses Alsberg erfolgte. Die im Barock entstandenen Bürgerhäuser wurden zwar dem Zeitgeist entsprechend historistisch überformt, blieben in Einzelfällen jedoch in ihrer originalen Bausubstanz erhalten (Haus Wilsdruffer Straße 14). Bei den Luftangriffen auf Dresden wurden die Straße und die Bebauung bis auf die Ausnahme eines 1931 auf der Südseite errichteten Warenhauses zerstört.

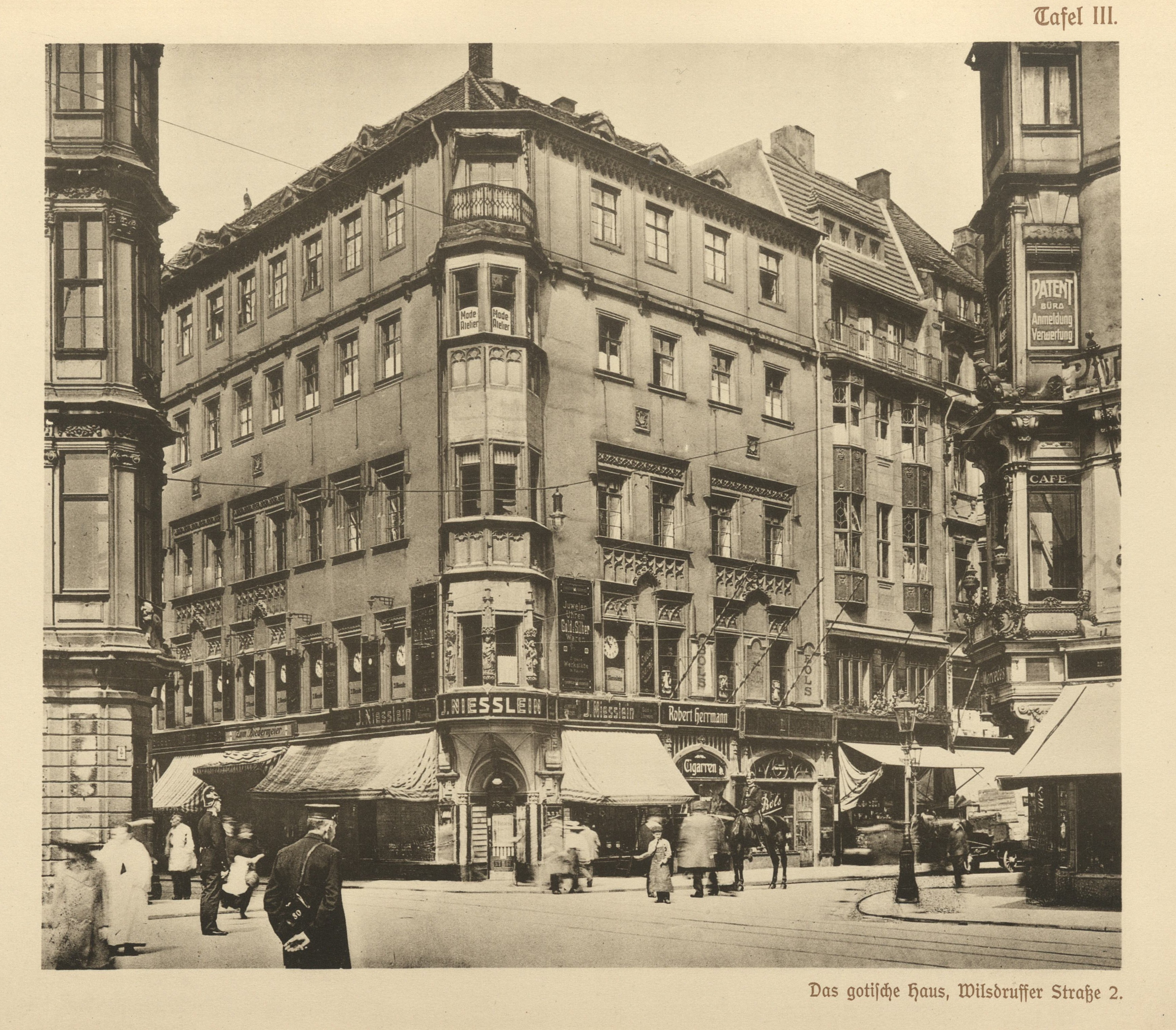
Das gotische Haus, Wilsdruffer Straße 2 (1913)

### König-Johann-Straße
Die König-Johann-Straße lag östlich der ursprünglich angelegten Wilsdruffer Straße und führte als deren Verlängerung vom Altmarkt zum Pirnaischen Platz. Sie wurde 1886 bis 1888 nach Plänen von Oswald Haenel als ein neuer Straßendurchbruch angelegt, um eine durchgehende innerstädtische Ost-West-Straßenverbindung zu schaffen, und nach dem sächsischen König Johann benannt. Dabei wurde die Badergasse überbaut, die zunächst vom Altmarkt zur Kleinen Frohngasse führte und dahinter als enge Sackgasse endete; sie war nach der Ratsbaderei benannt. Für die Anlegung der König-Johann-Straße wurden 46 Häuser am Ende der Badergasse abgetragen, unter anderem das Palais Brühl an der angrenzenden Schießgasse. Dafür entstanden an der neuen Straße historistische Wohn- und Geschäftshäuser.

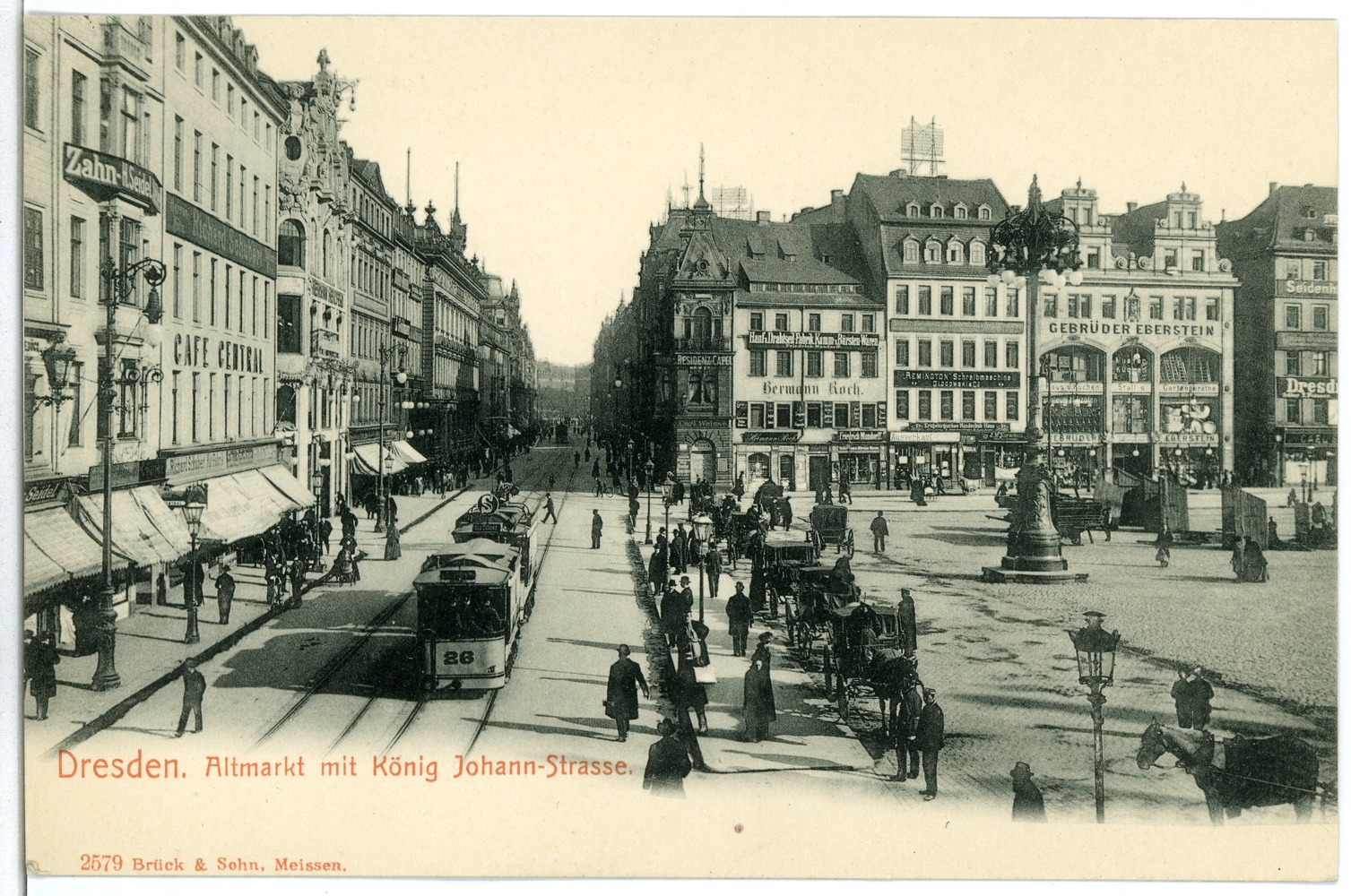
Blick vom Altmarkt in die König-Johann-Straße, 1902
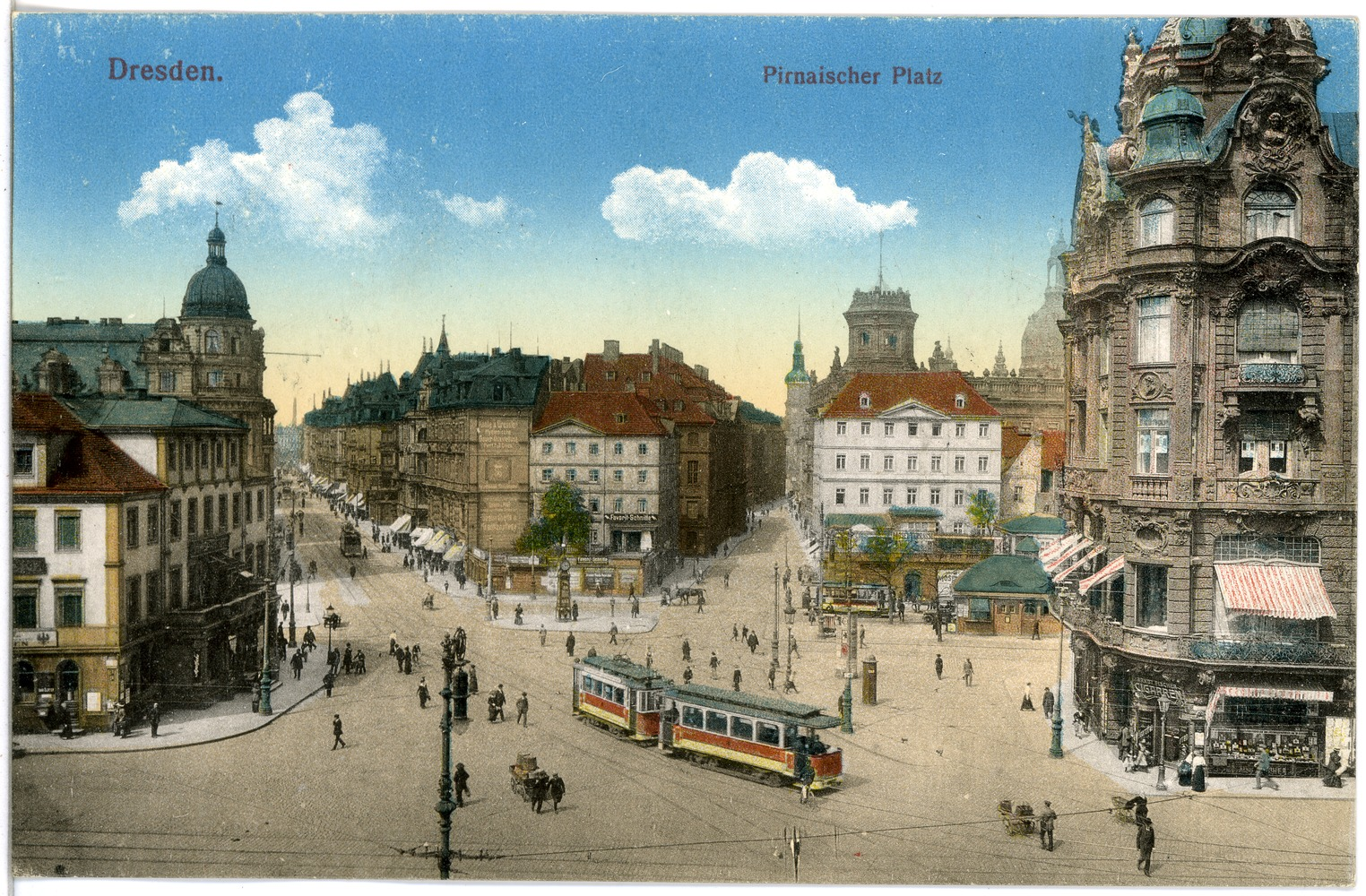
Durchblick vom Pirnaischen Platz in die König-Johann-Straße (später Wilsdruffer Straße), rechts der Kaiserpalast, Postkarte von 1915
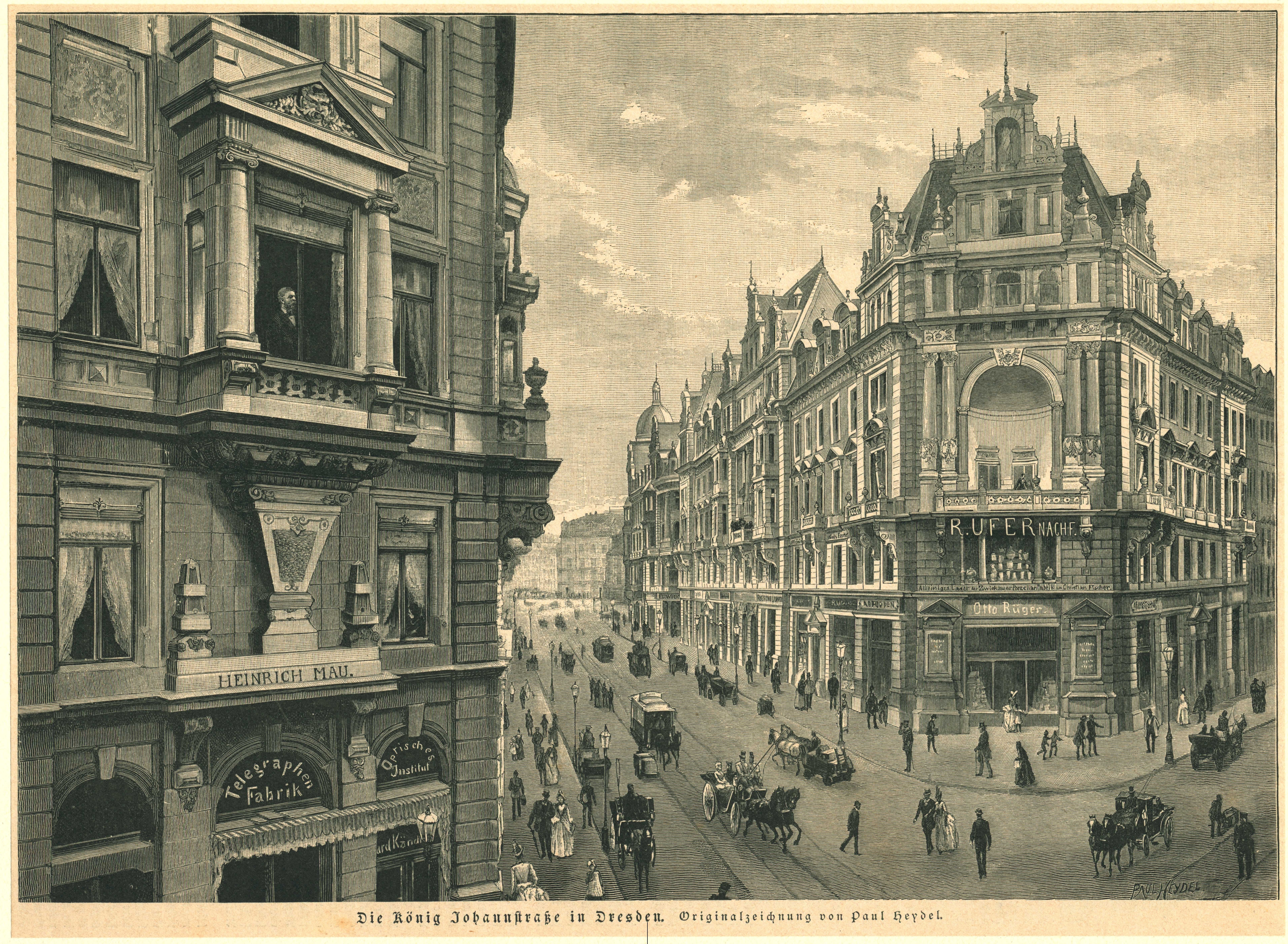
Blick in die König-Johann-Straße, Ecke Moritzstraße, in Richtung Altmarkt. (Um 1900)

Das einzige erhaltene historische Gebäude ist das Landhaus am östlichen Ende der Straße, das mit seiner eigentlichen Hauptfassade an der Landhausstraße liegt. Nach der Abschaffung der Monarchie wurde die König-Johann-Straße 1919 in Johannstraße umbenannt. Die Luftangriffe auf Dresden im Februar 1945 zerstörten die Straße und alle angrenzenden Gebäude, die mit Ausnahme des Landhauses nicht wiederaufgebaut wurden.

### Wilsdruffer Straße nach 1945
In den 1950er Jahren erfolgten die Neuplanung und der Wiederaufbau Dresdens und der Straße. Dabei kam entlang des Verlaufs der Wilsdruffer und der Johannstraße eine auf bis zu 61 Meter verbreiterte Ost-West-Magistrale zur Ausführung. Um diese drastische Verbreiterung zu ermöglichen, wurden alle nördlichen Anliegergrundstücke der Wilsdruffer Straße eingezogen und nicht wieder bebaut. Auf diese Weise verlor das parallel zur Landhausstraße und somit schräg zur Johannstraße stehende Landhaus einen Teil seines Gartens sowie den östlichen Seitenflügel. Das westliche Nachbargebäude wurde so konzipiert, dass es als Winkelbau einen optischen Übergang vom erhaltenen Seitenflügel des Landhauses zur Straße hin bildet.
Die Straße diente für Aufmärsche unter anderem zum 1. Mai. Im Jahr 1954 erhielten die Wilsdruffer und die Johannstraße als Ganzes anlässlich des 10. Todestages von Ernst Thälmann den Namen „Ernst-Thälmann-Straße“. Im Jahr 1991 erfolgte die Umbenennung des gesamten Straßenzuges in Wilsdruffer Straße.
Das Veranstaltungsgebäude Kulturpalast, das Landhaus und Geschäfts- und Wohnbauten prägen die Straße.
Am westlichen Eingang der Wilsdruffer Straße stand auf der nördlichen Seite bis 2007 ein würfelförmiges Restaurantgebäude (im Volksmund „Fresswürfel“ genannt). An seiner Stelle ist ein Bürogebäude, der „Wilsdruffer Kubus“, errichtet worden. Gegenüber stand das ehemalige Lindehaus mit dem vormals hier untergebrachten Ladengeschäft „Haus des Buches“. Für die Erweiterung der Altmarkt-Galerie wurde es 2009 abgerissen.
Architektonisch sehenswert sind die im Stil des sozialistischen Klassizismus errichteten Gebäude Haus Nummer 3, Haus Nummer 19–21 sowie das Haus Altmarkt 25, die zum Teil denkmalgeschützt sind.

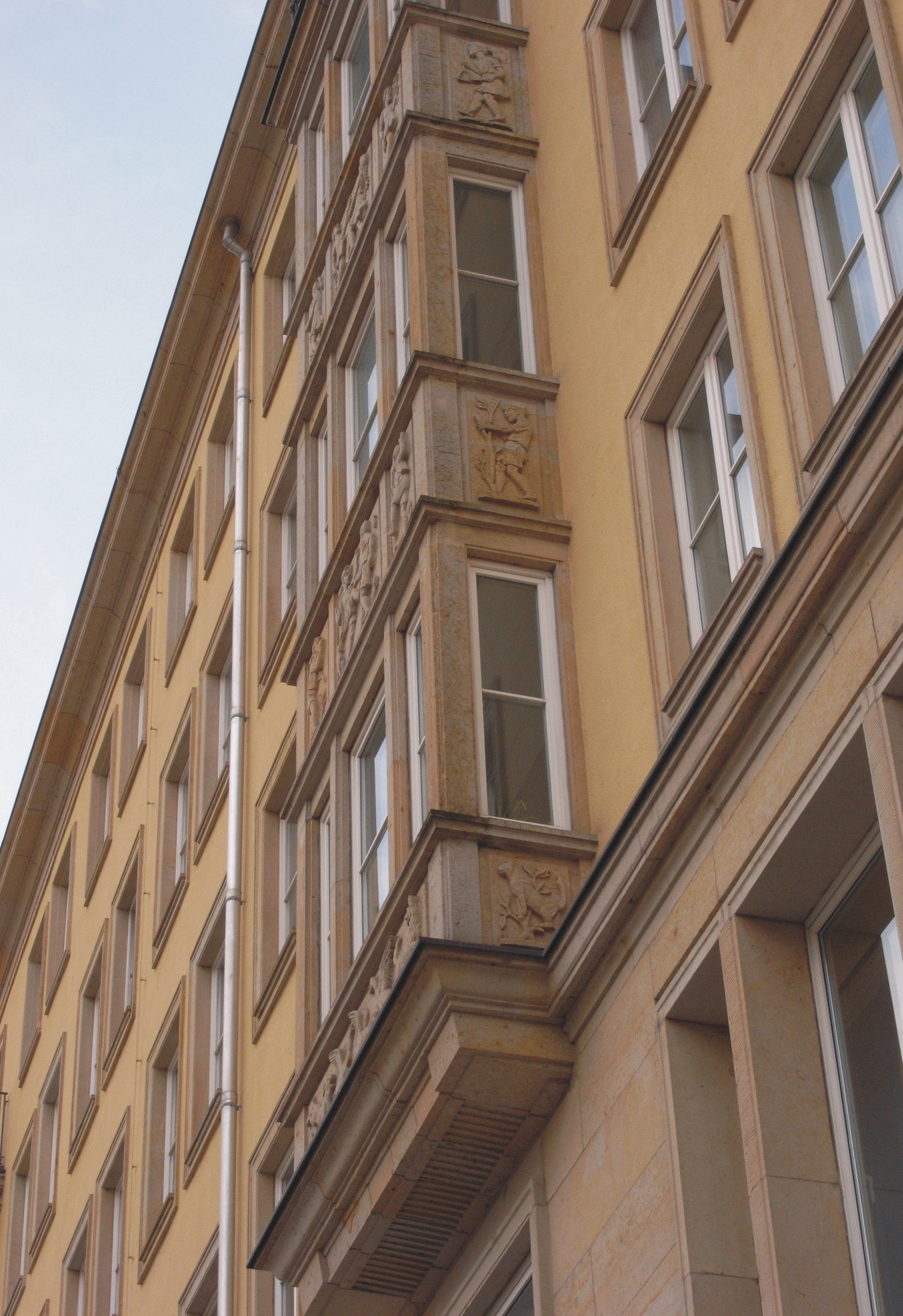
Fassadenschmuck in Sandstein an der Wilsdruffer Straße
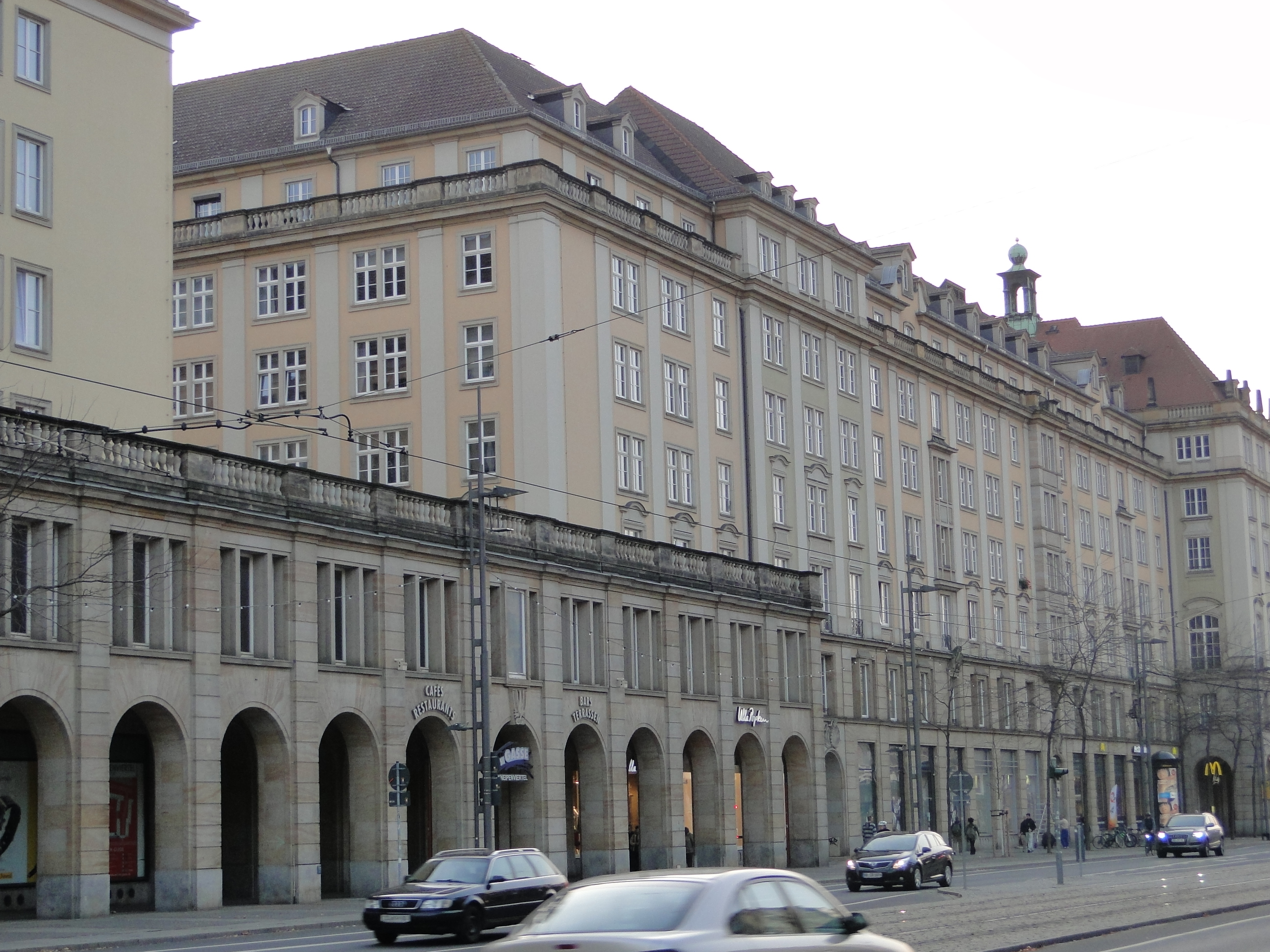
Wilsdruffer Straße 15–21
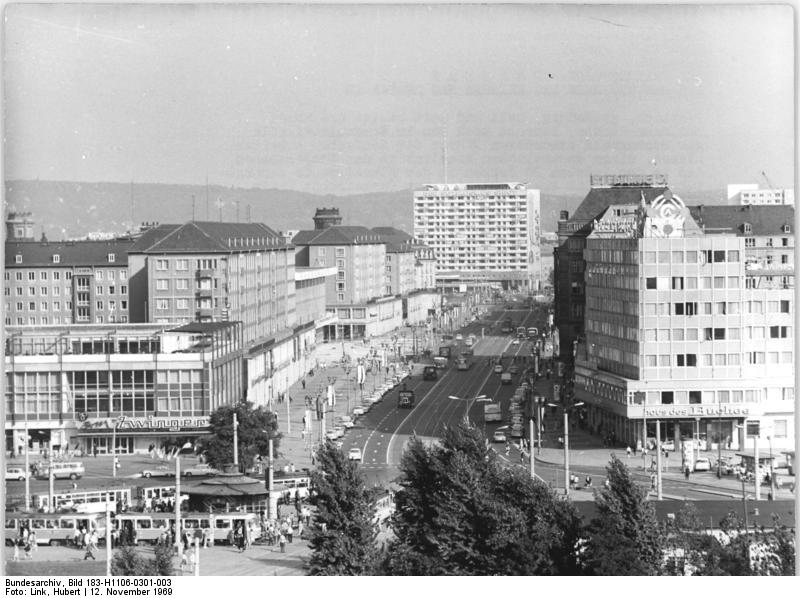
Blick über den Postplatz und die wiederaufgebaute Wilsdruffer Straße (1969 Ernst-Thälmann-Straße), vorne links die HO-Gaststätte „Am Zwinger“, rechts das Lindehaus und zentral im Bild das Hochhaus am Pirnaischen Platz
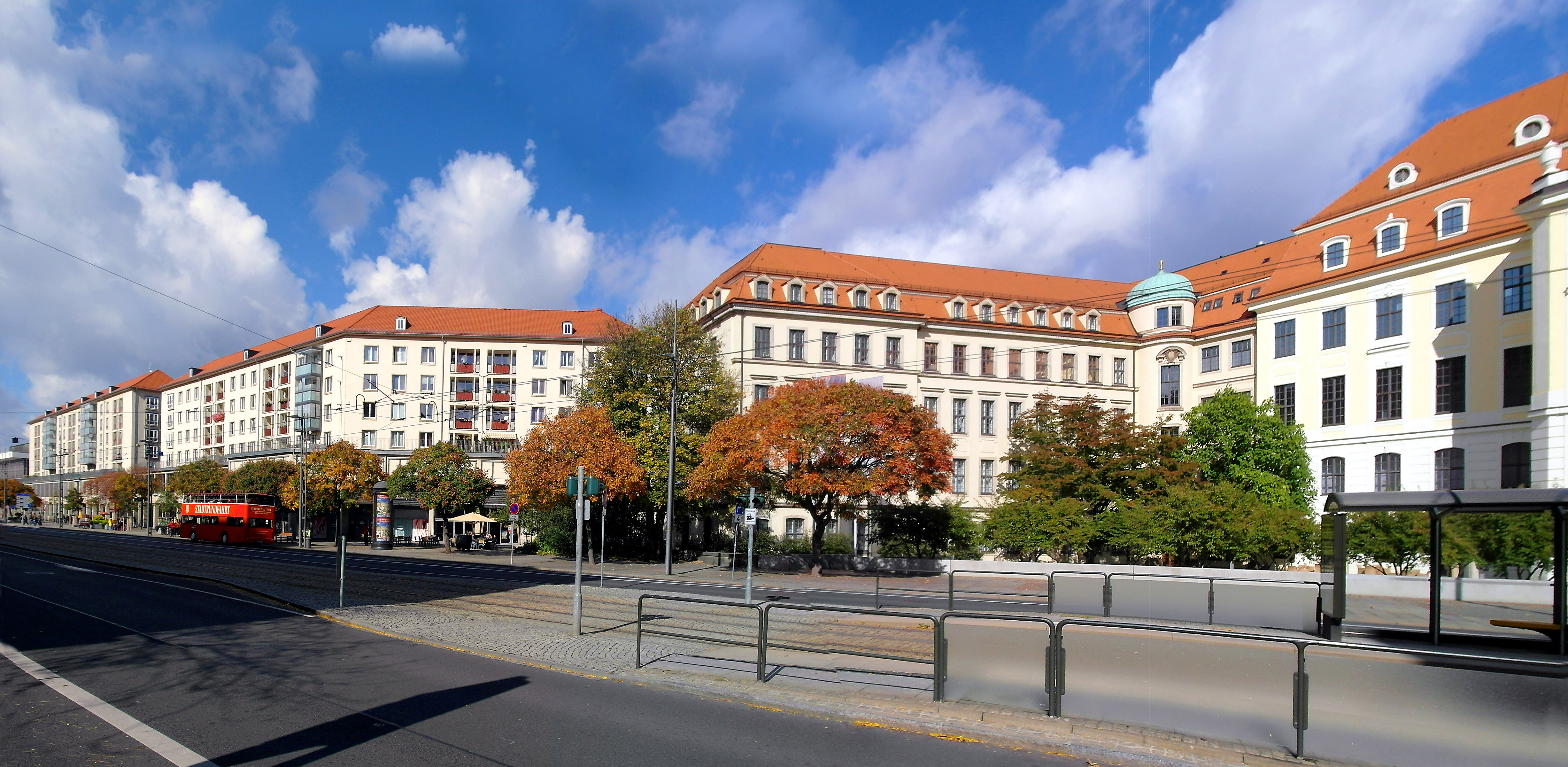
Nordansicht der Wilsdruffer Straße am Landhaus, Oktober 2012
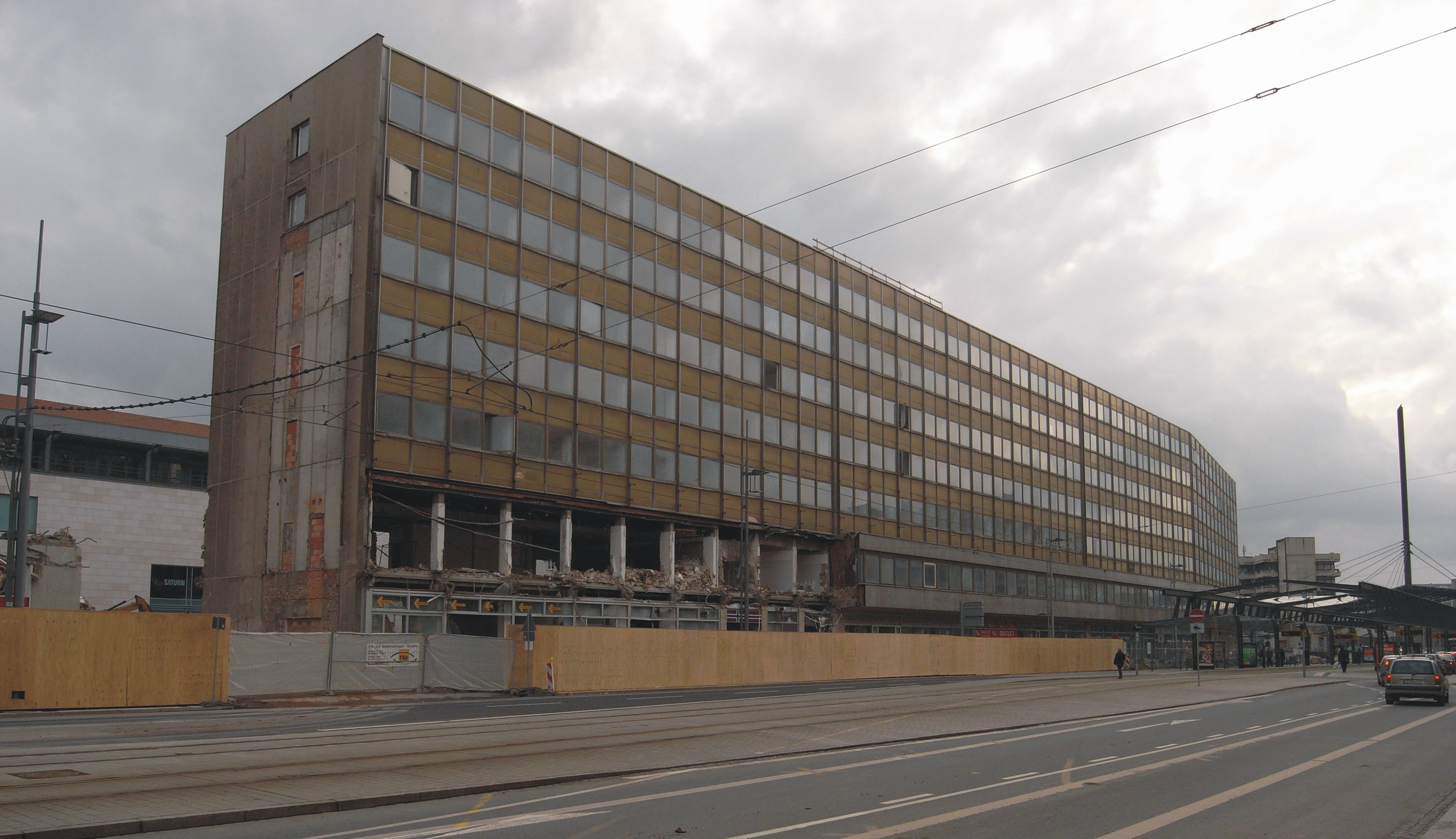
Abriss des Lindehauses, September 2009
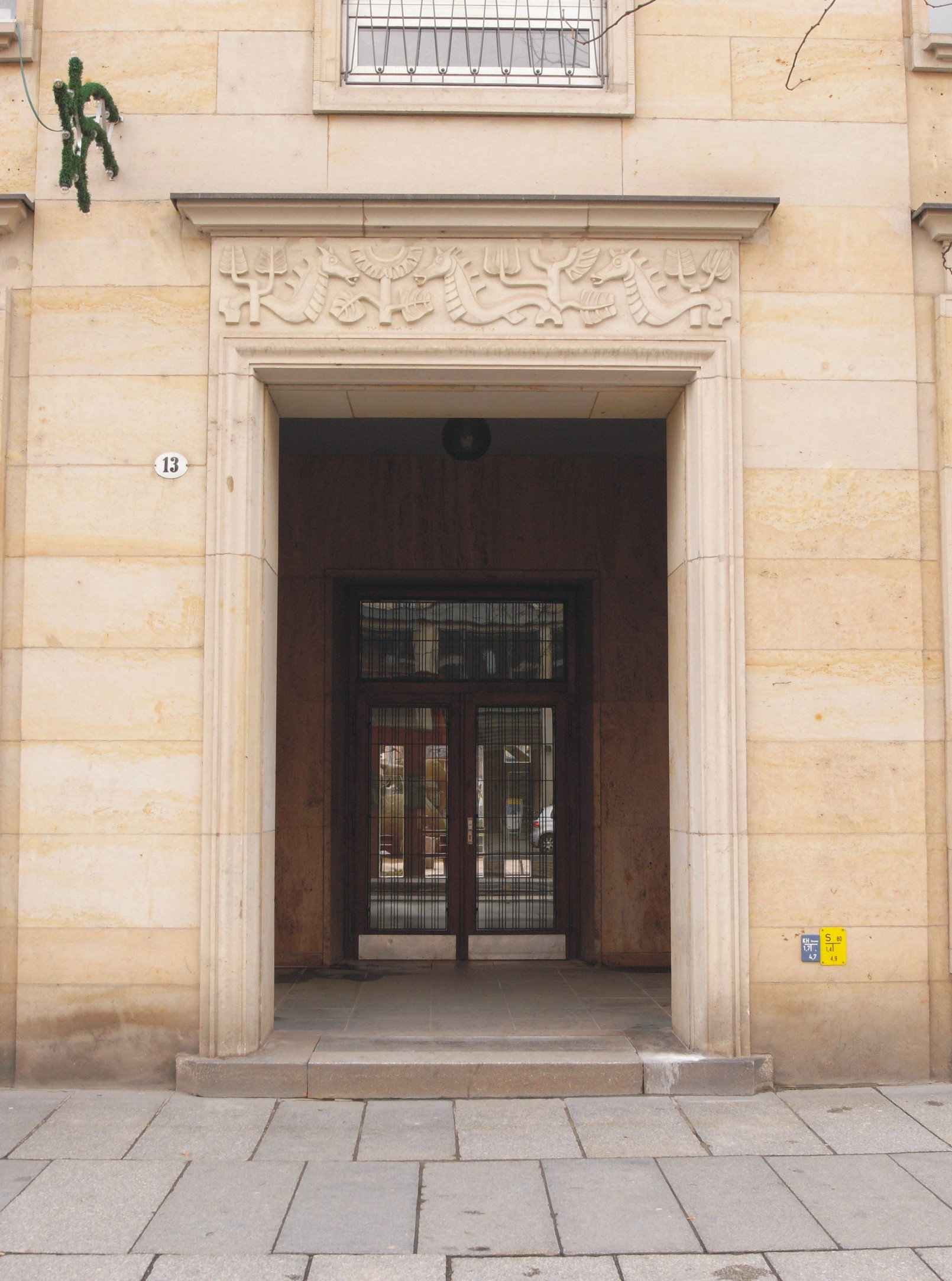
Portal mit profiliertem Gewände und Schmuckfries
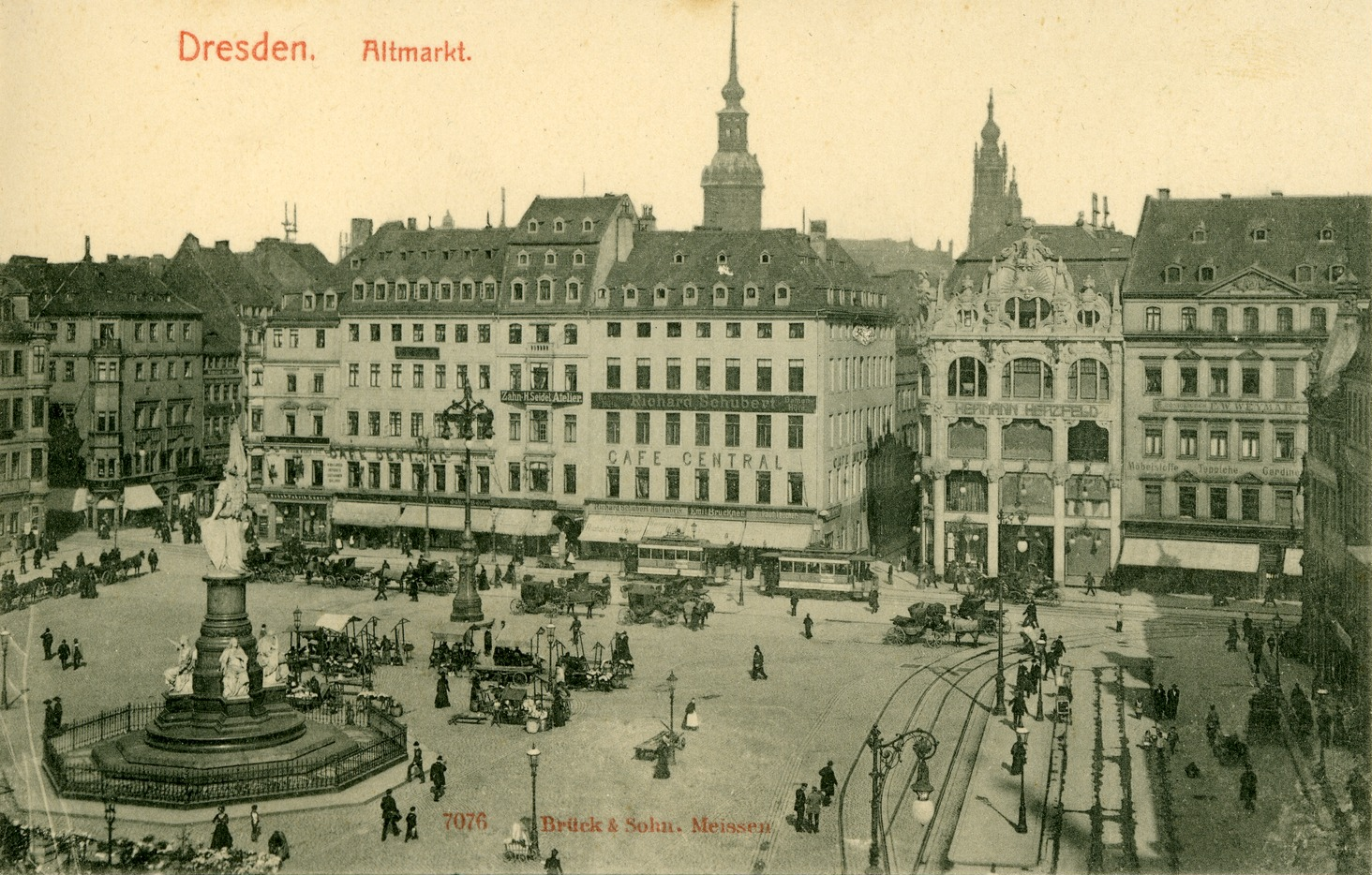
Nordseite des Altmarkts an der Johannstraße, Ansichtskarte von 1906; Kaufhaus Herzfeld (mittig rechts) und Café Central (links daneben); heute Kulturpalast Dresden und große Freifläche
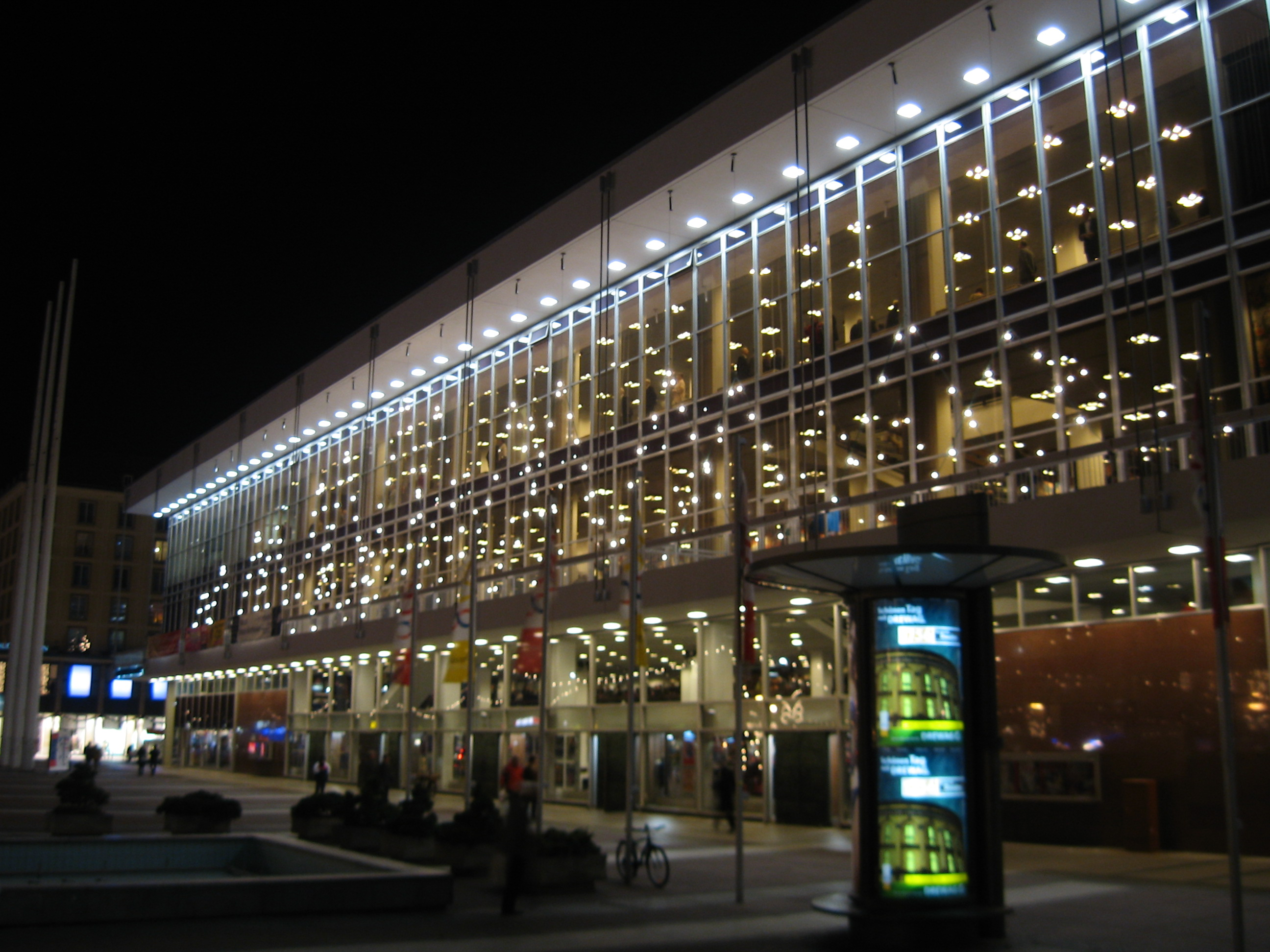
Beleuchteter Kulturpalast bei Nacht (2006)
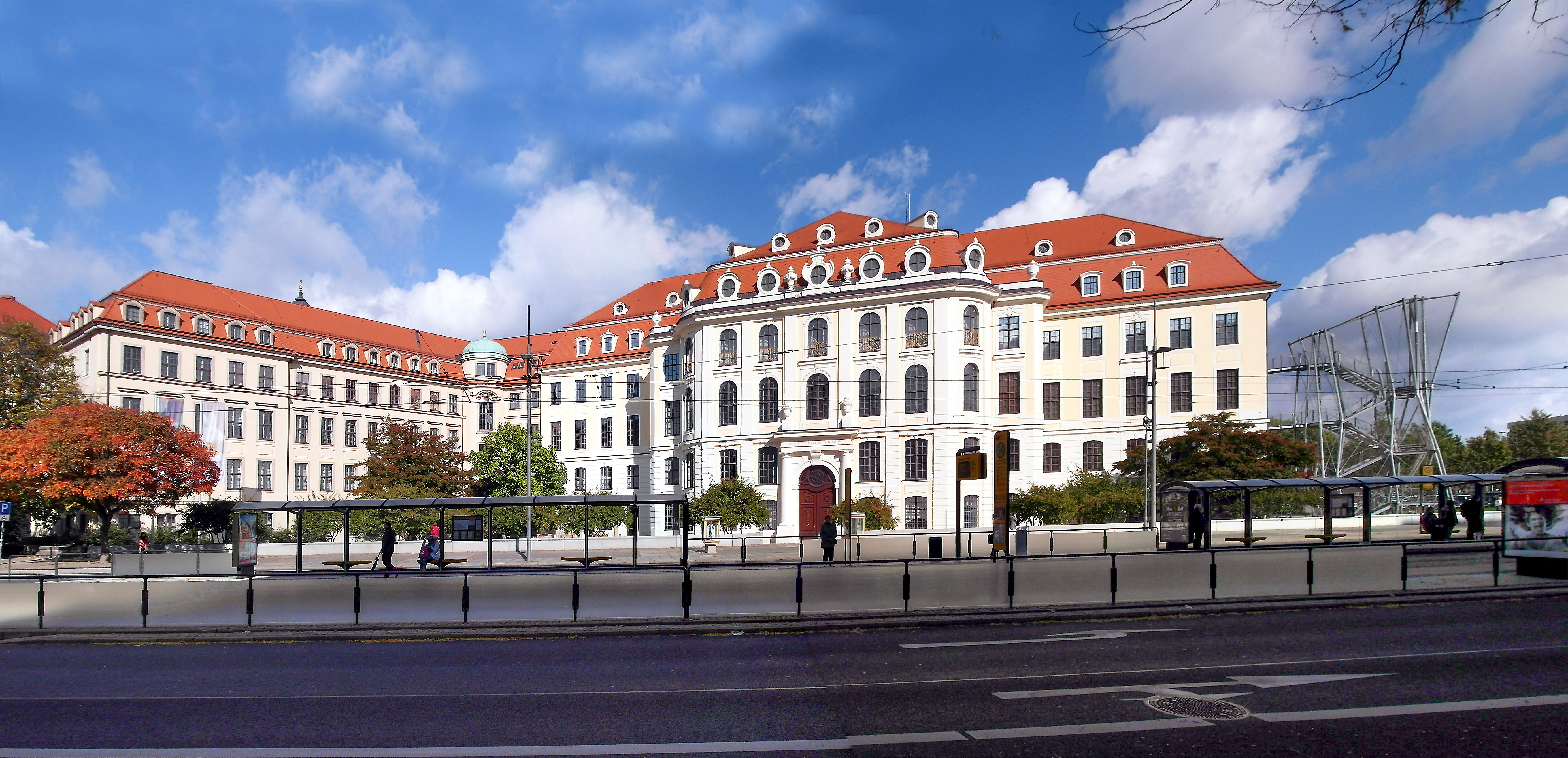
Altes Landhaus – Museum für Stadtgeschichte Dresden

## Hotel Goldener Engel

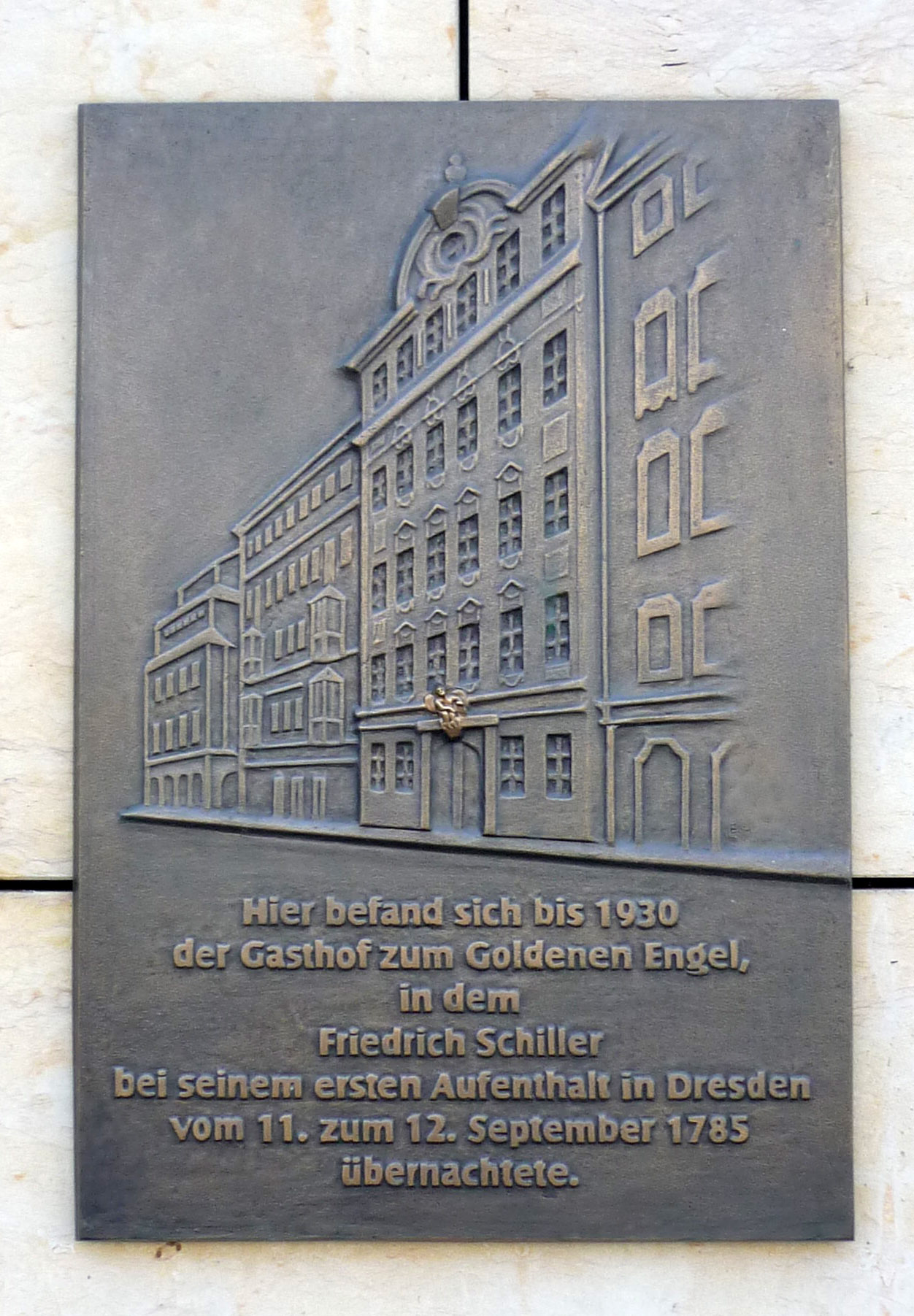
Gedenktafel „Goldener Engel“

Der Goldene Engel war ein um das Jahr 1715 erbautes Gasthaus in der Wilischen Gasse 7. Das fünfgeschossige Gebäude war im Barockstil errichtet. Namensgebend war ein Sandsteinengel von Christian Gottlieb Kühn über dem Eingang. Das Hotel mit 24 Zimmern und Stallungen für 24 Pferde zählte zu Dresdens bekanntesten Hotels. Zu den Gästen gehörten unter anderem Friedrich Schiller (11. bis 12. September 1785) und Johann Wolfgang von Goethe (16. bis 25. September 1810). Der Freiberger Geologe Abraham Gottlob Werner wohnte ab 1808 im Hotel und verstarb darin am 30. Juni 1817. Im Jahr 1930 wurde das Hotel abgebrochen.

## Plastische Ausgestaltung
Zahlreiche Brunnen waren entlang der Straße aufgestellt. Im Jahr 1969 wurde auf der Freifläche vor dem Landhaus ein mit Flusssteinen bedeckter Brunnen angelegt. Der Brunnen hatte die Maße 4,8 mal 4,8 Meter. In der Mitte befand sich eine Fontäne mit einer Vulkandüse. Der Beckengrund besteht aus Terrazzo. In den Jahren 1990/91 wurde er rekonstruiert und später rückgebaut. Im Jahr 2006 wurde vor dem Landhaus eine moderne Wasseranlage installiert, bei der das Wasser einer kleinen Fontäne über einen Kanal in ein Wasserbecken fließt.
Vor dem Kulturpalast wurden ebenfalls 1969 drei Wasserspiele angelegt. Dabei handelte es sich um Terrazzobecken mit den Ausmaßen 7,9 mal 8,55 Meter. In den Becken befanden sich jeweils eine Strahlenfontäne auf einer Fläche von 3 mal 3 Metern und am Beckenrand jeweils 24 kleine Häufchenfontänen. Die Brunnen wurden später im Zuge des Durchbruchs der Galeriestraße entfernt, ebenso wie Brunnen auf der Wilsdruffer Straße dem Durchbruch der Kleinen Kirchgasse weichen mussten.